# Rafno, o Branco
Rafno, o Branco (em latim: Rafnus Candidus) foi um nobre nórdico do século VIII. Aparece apenas nos Feitos dos Danos de Saxão Gramático. Segundo a obra, participou ao lado de Sigurdo, o Anel na Batalha de Bravala contra Haroldo Dente de Guerra.